# Satteldorf
Satteldorf är en kommun och ort i Landkreis Schwäbisch Hall i regionen Heilbronn-Franken i Regierungsbezirk Stuttgart i förbundslandet Baden-Württemberg i Tyskland. Kommunen bildades 1 januari 1974 genom en sammanslagning av kommunerna Ellrichshausen, Satteldorf och Gröningen.
Kommunen ingår i kommunalförbundet Crailsheim tillsammans med staden Crailsheim och kommunerna Frankenhardt och Stimpfach.